# Кімберлітове поле Лейк-Тіміскамінг
47°32′46″ пн. ш. 79°39′54″ зх. д. / 47.546065° пн. ш. 79.664998° зх. д.
Кімберлітове поле Лейк Тіміскамінг — найпівденніше кімберлітове поле Канади, розташоване за 80 км на південь від кімберлітового поля озера Кіркленд на північному сході Онтаріота заході Квебеку, Канада. Воно знаходиться в межах структурної зони озера Тіміскамінг, яка містить понад 50 кімберлітових трубок, деякі з яких містять алмази. Кімберлітове поле озера Тіміскамінг утворилося близько 147 мільйонів років тому, коли Північноамериканська плита рухалася на захід над довгоіснуючою гарячою точкою Нової Англії, яку також називають Великою метеоритною гарячою точкою. Найпоширенішими кімберлітовими фаціями, знайденими в трубках, є туффізитова кімберлітова брекчія та гіпабіссальний кімберліт, що свідчить про їхню ерозію до діатремової та кореневої зон, що схоже з кімберлітовими трубками в регіоні Кімберлі в Південній Африці.  Більшість корінних порід у регіоні покрита льодовиковими відкладеннями товщиною від кількох до 40 м. Кімберліт, будучи відносно м'яким, був диференційовано еродований дольодовиковим вивітрюванням та льодовиковим розмиванням і може підніматися на глибину до 20 м нижче поверхні навколишньої корінної породи. Згодом більшість кімберлітів озера Тіміскамінг були покриті льодовиковими відкладеннями четвертинного віку і не мають поверхневого прояву.